# Прорваниха
Прорваниха — река в Пушкинском районе Московской области России, правый приток Талицы. Длина — 8 км.

## Описание
Берёт начало у деревни Аксёнки. В верхнем течении сохранилась природная долина с залесёнными берегами, в среднем и нижнем течении протекает по полям с перелесками, по берегам имеются постройки, деревни Назарово, Останкино, Шаблыкино. Впадает в реку Талицу у села Царёво. В среднем и нижнем течении пойма низкая, двухсторонняя, с кустарником. Ширина русла в межень — 2—3 м, средняя глубина — 0,3 м (максимальная — до 0,5 м). Река похожа на ручей.

## Этимология
Название реки характерно для обозначения меандров русла реки, прорываемых при высокой воде и называемых перервами или прорвами. Русский географ Евгений Поспелов пишет, что подобные названия получила станция Перерва, находящаяся у прорыва Москвы-реки на юге города Москвы, ряд озёр в пойме Оки называются Перерва, а среди притоков Клязьмы есть река Прорваниха.

## Достопримечательности
На берегу реки находится археологический памятник XIII—XV веков «Назарово-2».